# Viervant (geslacht)
Viervant was een geslacht van bouwkundigen uit Arnhem, die in de achttiende eeuw hoofdzakelijk actief waren in Gelderland, waar zij bij de bouw van een aantal landhuizen betrokken waren. Diverse Viervants waren als stadstimmerman verbonden aan de Arnhemse stadsfabriek. De bekendste telg was Leendert Viervant de Jonge. Hij verhuisde op jonge leeftijd naar Amsterdam, waar hij ook als steenhouwer en stucwerker werkzaam was. Zijn bekendste werk bevindt zich overigens in Haarlem: de Ovale Zaal (1780-1784) in het Fundatiehuis van de Teylers Stichting, thans de kern van het Teylers Museum, en het Teylers Hofje (1785-1787) aan de Koudenhorn.

## Enkele telgen
- Hendrik Aelbersen Viervant (1645-?), beroep onbekend
- Leendert Viervant de Oudere (1689-1762), zoon van Hendrik Aelbersen Viervant
- Hendrik Viervant (1718-1775), zoon van Leendert Viervant de Oudere, gehuwd met Catharina Maria Otten (1718-1786), de zuster van de bekende bouwmeester Jacob Otten Husly (1738-1796)
- Anthony Viervant (1720-1775), zoon van Leendert Viervant de Oudere
- Leendert Viervant de Jongere (1752-1801), zoon van Hendrik Viervant
- Hendrik Husly Viervant (1754-1814), zoon van Hendrik Viervant, predikant
- Roelof Roelofs Viervant (1755-1819), zoon van Anthony Viervant